# Joseph Smith, Sr.

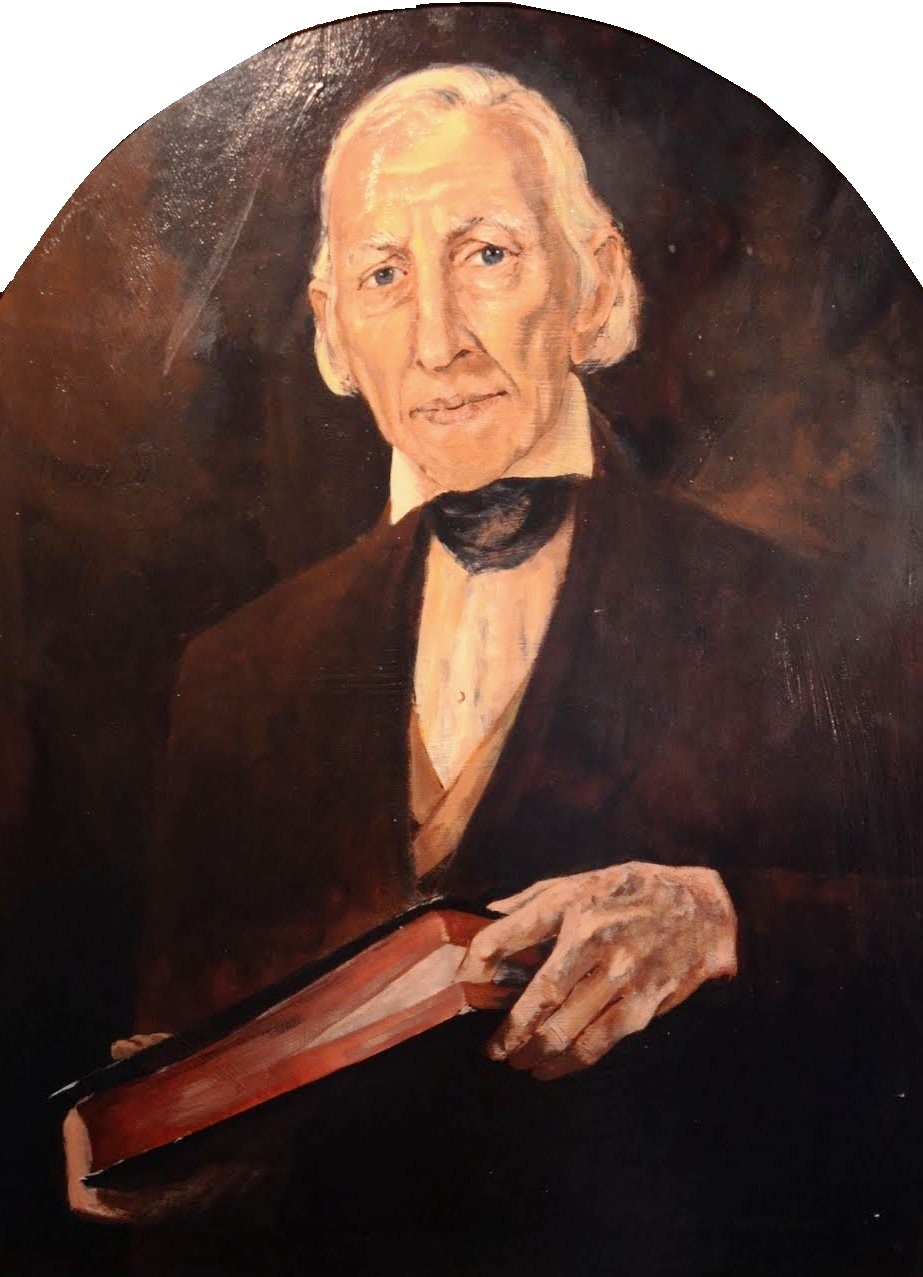
Joseph Smith, Sr.

Joseph Smith, Sr. (* 12. Juli 1771; † 14. September 1840) war der Vater des mormonischen Propheten Joseph Smith. Er war außerdem einer der Acht Zeugen des Buches Mormon. Die Mormonen glauben, dass sein Sohn dieses von Goldplatten übersetzt habe. Im Jahre 1833 wurde Joseph Smith, Sr. zum Obersten Patriarchen der Kirche Christi ernannt. Joseph Sr. war auch ein Mitglied der Ersten Präsidentschaft der Kirche und ein Mitglied in der Freimaurerloge Nummer 23 von Canandaigua.

## Frühes Leben
Smith wurde am 12. Juli 1771 in Topsfield (Province of Massachusetts Bay) geboren. Seine Eltern waren Asael Smith und Mary Duty. Er heiratete Lucy Mack am 26. Januar 1796 in Tunbridge. Er hatte mit ihr elf Kinder.
Smith versuchte sich als Bauer, Lehrer und Ladenbesitzer, war allerdings in keinem dieser Berufe sehr erfolgreich. Er zog 1816 mit seiner Familie nach Palmyra in New York. Dort wohnte er in der Nähe von Manchester auf einem Bauernhof, den er mit Raten bezahlte. Er wurde am 7. Mai 1818 in seiner Loge zum Meisterfreimaurer erhoben. In seiner Wohngegend war Smith, zusammen mit seinen Söhnen, in den 1820er Jahren an einer Reihe von Schatzsuchen beteiligt. Der Bau eines Holzrahmenhauses auf dem Bauernhof musste abgebrochen werden, als sein ältester Sohn Alvin 1823 plötzlich starb. Smith schaffte es in der Folge nicht, den Bauernhof abzubezahlen. Lemuel Durfee kaufte den Bauernhof und erlaubte der Smith-Familie, dort als Mieter bis ins Jahr 1830 zu bleiben.
Obwohl Smith ein spiritueller Mann war, erlaubte er es seiner Frau, die religiöse Erziehung der Kinder zu übernehmen. Diese Gleichgültigkeit störte Lucy sehr. Nach vielem Gebet sagte sie, dass sie ein Zeugnis davon bekommen hat. Ihr Mann werde eines Tages das „reine und unbefleckte Evangelium des Sohnes Gottes“ akzeptieren.
Smith bezeugte, dass er visionäre Träume mit sehr symbolischem Inhalt hatte. Dies war wahrscheinlich mit seiner religiösen Ambivalenz zu erklären und mit Voraussagen über zukünftige Ereignisse. Diese Träume gingen weiter auch nachdem die Familie nach Palmyra zog. Von den insgesamt sieben Träumen konnte seine Ehefrau fünf sehr genau erzählen.

## Buch Mormon
In den späten 1820er Jahren begann sein Sohn Joseph Jr. der Familie die Geschichte der Goldplatten zu erzählen. Seiner Aussage nach seien diese ein Bericht der antiken Bewohner Amerikas. Im September 1827 behauptete Joseph Jr., dass er die Platten von einem Engel erhalten hatte. In den folgenden Jahren übersetzte Joseph Jr. den Inhalt der Platten mit dem Urim und Thummim in die englische Sprache. Dies waren heilige Geräte, die der Engel Moroni ihm gegeben hatte. Als die Arbeit Ende Juni 1829 fast fertig war, unterzeichneten Joseph Sr. und sieben weitere Männer eine gemeinsame Erklärung. In dieser steht geschrieben, dass sie die Goldplatten in ihren Händen gehalten haben und die Inschriften darauf gesehen haben. Diese Erklärung wurde bekannt als das Zeugnis der acht Zeugen und steht seit der ersten Ausgabe in jeder Edition des Buches Mormon.
Smith wurde am 6. April 1830, dem Tag ihrer Gründung, in die Kirche Christi getauft. Als Joseph Jr. dies sah, soll er geweint haben und gesagt haben „Oh! Mein Gott ich habe erlebt wie mein eigener Vater in die wahre Kirche Christi getauft wurde.“

## Oberster Patriarch
Im Januar 1831 zogen Smith und seine Familie zum neuen Kirchenhauptquartier nach Kirtland. Er wurde am 18. Dezember 1833 zum ersten Obersten Patriarchen ordiniert. Als Referenz zu der Rolle seines Vaters als Patriarch der Kirche verglich ihn Joseph Jr. mit Adam. Dieser war der erste biblische Patriarch: „So soll es mit meinem Vater sein. Er soll ein Prinz über seine Nachkommen genannt werden. Er hält die Schlüssel des patriarchalen Priestertums über das Reich Gottes auf Erden, sogar der Kirche der Heiligen der Letzten Tage.“
Als Teil seiner neuen Berufung war Smith der Vorsitzende von Kollegiumstreffen und verteilte die patriarchalen Segnungen.
Am 3. September 1837 wurde Smith ein zusätzlicher Ratgeber seines Sohnes in der Ersten Präsidentschaft.

## Segnungen am Totenbett

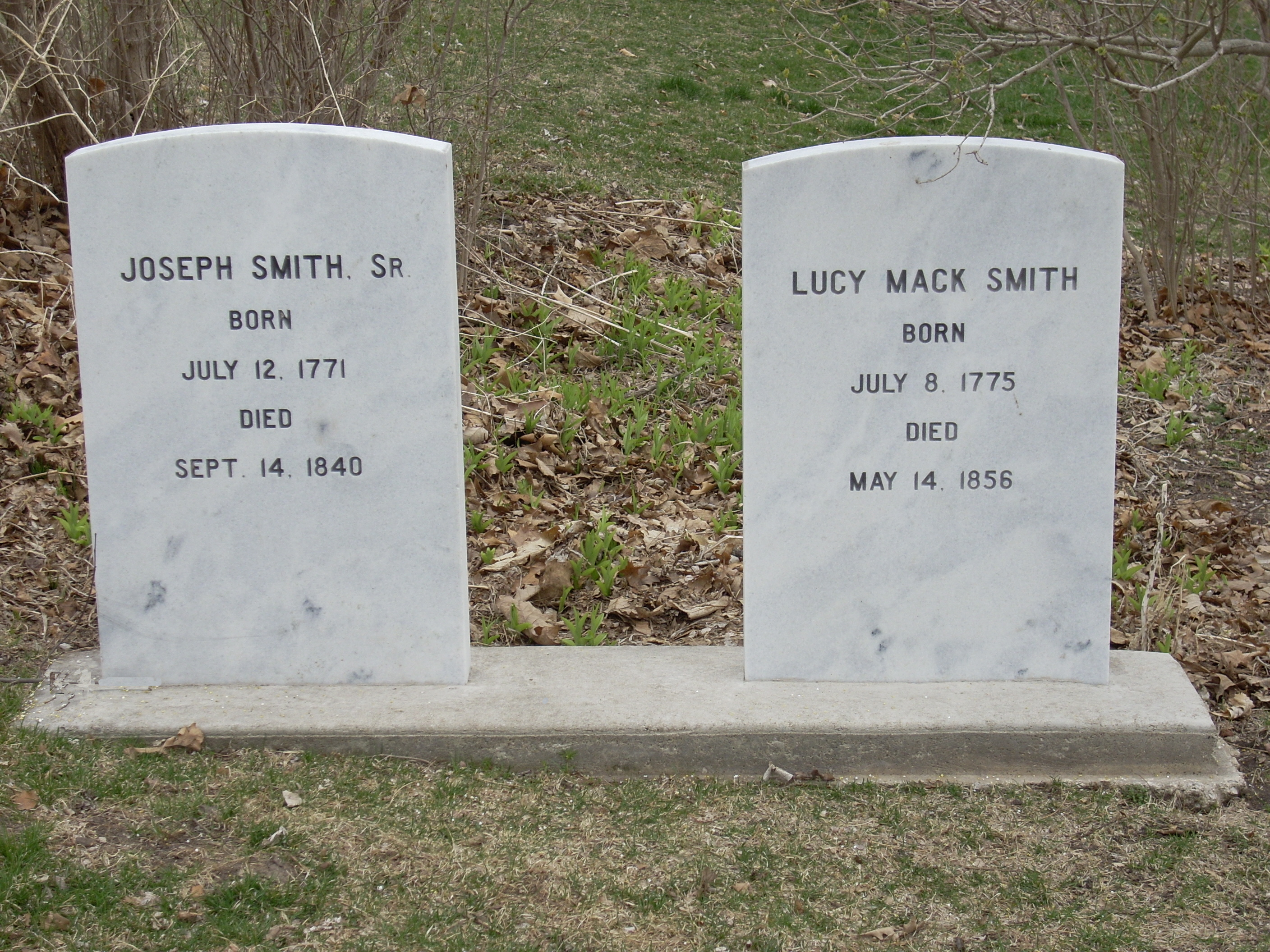
Grab von Joseph Sr. und Lucy Mack Smith

Smith zog mit seiner Familie nach Missouri im Jahre 1838 und von dort nach Nauvoo im Jahre 1839. Das hohe Alter und Krankheiten hatten ihn gezeichnet und im Sommer 1840 realisierte er, dass er bald sterben würde. Er holte seine Familie, um ihnen den patriarchalen Segen zu geben.
Er segnete seine Frau: „Mutter, weist du nicht das du die Mutter einer Familie bist die so großartig ist wie niemals eine Familie die zuvor gelebt hat. ... Sie sind aufgewachsen um die Arbeit des Herrn zu erfüllen.“ Er segnete und ordinierte seinen ältesten Sohn, Hyrum, um der nächste Oberste Patriarch der Kirche zu werden. Hyrum wurde dies mit dem Recht der Blutlinie.
Smith starb am 14. September 1840 in Nauvoo.

## Referenzen
- Irene M. Bates und E. Gary Smith: Lost Legacy: The Mormon Office of Presiding Patriarch. University of Illinois Press, Urbana, Illinois 2003, ISBN 978-0-252-07115-7 (uillinois.edu).
- Richard Bushman: Joseph Smith: Rough Stone Rolling. Vintage Books, New York 2002, ISBN 978-1-4000-7753-3, S. 110.
- Earnest M.Skinner: Joseph Smith, Sr, First Patriarch of the LDS Church. Palmyra Publishing Company, Mesa, Arizona 2002 (palmyrapublishing.com).
- Lucy Mack Smith: Lucy's Book: A Critical Edition of Lucy Mack Smith's Family Memoir. Signature Books, 2001, ISBN 1-56085-137-6 (signaturebooks.com).